# 河鼓增七
天鷹座τ，又名BD+06 4416，HD 190327、SAO 125403、HR 7669，是天鷹座的一颗恒星，视星等为5.52，位于銀經48.01，銀緯-12.57，其B1900.0坐标为赤經19h 59m 15.2s，赤緯+6° -12.57′ 44″。